# 黃之相
黃之相（?—?），贵州贵阳人，清朝政治人物、進士出身。
乾隆十七年（1752年）太后壬申恩科進士，三甲一百三十九名。后事不详。